# Campionati europei di atletica leggera 2016 - 400 metri ostacoli maschili
La specialità dei 400 metri ostacoli maschili ai campionati europei di atletica leggera di Amsterdam 2016 si è svolta dal 6 all'8 luglio 2018 all'Olympisch Stadion.

## Programma
| Data          | Ora   | Evento         |
| ------------- | ----- | -------------- |
| 6 luglio 2016 | 17:05 | Qualificazione |
| 7 luglio 2016 | 16:15 | Semifinale     |
| 8 luglio 2016 | 19:40 | Finale         |

Ora locale (UTC+2).

## Risultati

### Qualificazione
I primi due atleti classificati in ogni gruppo (Q) e i successivi quattro migliori tempi (q) si sono qualificati in finale.
| Class | Gruppo | Corsia | Nome                | Nazione    | Tempo | Note |
| ----- | ------ | ------ | ------------------- | ---------- | ----- | ---- |
| 1     | 4      | 7      | Martin Kučera       | Slovacchia | 49.56 | Q,   |
| 2     | 1      | 8      | Thomas Barr         | Irlanda    | 50.17 | Q,   |
| 3     | 2      | 2      | Tobias Giehl        | Germania   | 50.30 | Q    |
| 4     | 4      | 6      | Oskari Mörö         | Finlandia  | 50.37 | Q    |
| 5     | 1      | 4      | Jaak-Heinrich Jagor | Estonia    | 50.54 | Q    |
| 6     | 4      | 8      | Stanislav Melnykov  | Ucraina    | 50.57 | q,   |
| 7     | 1      | 7      | Robert Bryliński    | Polonia    | 50.74 | q    |
| 8     | 1      | 5      | Vít Müller          | Rep. Ceca  | 50.80 | q    |
| 9     | 4      | 5      | Michal Brož         | Rep. Ceca  | 50.83 | q    |
| 10    | 3      | 6      | Patryk Adamczyk     | Polonia    | 51.00 | Q    |
| 11    | 1      | 6      | Øyvind Kjerpeset    | Norvegia   | 51.05 |      |
| 12    | 3      | 7      | Mario Lambrughi     | Italia     | 51.06 | Q    |
| 13    | 3      | 5      | Felix Franz         | Germania   | 51.21 |      |
| 14    | 2      | 6      | Mattia Contini      | Italia     | 51.26 | Q    |
| 14    | 4      | 3      | Janis Baltušs       | Lettonia   | 51.26 |      |
| 16    | 3      | 8      | Tibor Koroknai      | Ungheria   | 51.32 |      |
| 17    | 2      | 3      | Nicolai Hartling    | Danimarca  | 51.49 |      |
| 18    | 1      | 2      | Denys Nechyporenko  | Ucraina    | 51.53 |      |
| 19    | 1      | 3      | Dany Brand          | Svizzera   | 51.60 |      |
| 20    | 3      | 4      | Dominik Hufnagl     | Austria    | 51.88 |      |
| 21    | 3      | 2      | Javier Delgado      | Spagna     | 52.15 |      |
| 22    | 3      | 3      | Jussi Kanervo       | Finlandia  | 52.35 |      |
| 23    | 4      | 2      | Maor Szeged         | Israele    | 52.52 |      |
| 24    | 2      | 5      | Paul Byrne          | Irlanda    | 53.12 |      |
| 25    | 4      | 4      | Jakub Smoliński     | Polonia    | 53.27 |      |
| 26    | 2      | 7      | Arnaud Ghislain     | Belgio     | 53.65 |      |
| -     | 2      | 4      | Anatoliy Synyanskyy | Ucraina    | dnf   |      |

### Semifinale
I primi due atleti di ogni gruppo (Q) e i due successivi più veloci (q) si sono qualificati alla finale.
| Class | Gruppo | Corsia | Nome                   | Nazione       | Tempo | Note                                     |
| ----- | ------ | ------ | ---------------------- | ------------- | ----- | ---------------------------------------- |
| 1     | 2      | 5      | Yasmani Copello        | Turchia       | 48.42 | Q,                                       |
| 2     | 1      | 3      | Karsten Warholm        | Norvegia      | 48.84 | Q,                                       |
| 3     | 1      | 5      | Kariem Hussein         | Svizzera      | 48.87 | Q,                                       |
| 4     | 1      | 6      | Jack Green             | Gran Bretagna | 48.98 | q,                                       |
| 5     | 1      | 4      | Martin Kučera          | Slovacchia    | 49.08 | q,                                       |
| 6     | 3      | 5      | Sergio Fernández       | Spagna        | 49.20 | Q                                        |
| 7     | 2      | 3      | Rhys Williams          | Gran Bretagna | 49.22 | Q, =                                     |
| 8     | 2      | 4      | Mamadou Kasse Hann     | Francia       | 49.28 |                                          |
| 9     | 3      | 3      | Oskari Mörö            | Finlandia     | 49.37 | Q,                                       |
| 10    | 1      | 8      | Tobias Giehl           | Germania      | 49.50 | Miglior prestazione personale            |
| 10    | 3      | 6      | Rasmus Mägi            | Estonia       | 49.50 |                                          |
| 12    | 2      | 2      | Mario Lambrughi        | Italia        | 49.60 | Miglior prestazione personale            |
| 13    | 2      | 7      | Jaak-Heinrich Jagor    | Estonia       | 49.65 | Miglior prestazione personale stagionale |
| 14    | 3      | 4      | Tom Burton             | Gran Bretagna | 49.71 |                                          |
| 15    | 2      | 8      | Michaël Bultheel       | Belgio        | 49.72 |                                          |
| 16    | 1      | 7      | José Reynaldo Bencosme | Italia        | 49.77 |                                          |
| 17    | 3      | 2      | Thomas Barr            | Irlanda       | 50.09 | Miglior prestazione personale stagionale |
| 18    | 1      | 1      | Patryk Adamczyk        | Polonia       | 50.12 | Miglior prestazione personale            |
| 19    | 3      | 7      | Robert Bryliński       | Polonia       | 50.42 |                                          |
| 20    | 1      | 2      | Vít Müller             | Rep. Ceca     | 50.70 |                                          |
| 21    | 3      | 8      | Mattia Contini         | Italia        | 50.78 |                                          |
| 22    | 3      | 1      | Michal Brož            | Rep. Ceca     | 50.85 |                                          |
| 23    | 2      | 1      | Stanislav Melnykov     | Ucraina       | 51.06 |                                          |
| -     | 2      | 6      | Mark Ujakpor           | Spagna        | dnf   |                                          |

### Finale
La finale è stata vinta dal turco Yasmani Copello.
| Class   | Corsia | Nome             | Nazione       | Tempo | Note                                     |
| ------- | ------ | ---------------- | ------------- | ----- | ---------------------------------------- |
| Oro     | 6      | Yasmani Copello  | Turchia       | 48.98 |                                          |
| Argento | 5      | Sergio Fernández | Spagna        | 49.06 |                                          |
| Bronzo  | 3      | Kariem Hussein   | Svizzera      | 49.10 |                                          |
| 4       | 7      | Oskari Mörö      | Finlandia     | 49.24 | Miglior prestazione personale stagionale |
| 5       | 8      | Rhys Williams    | Gran Bretagna | 49.63 |                                          |
| 6       | 4      | Karsten Warholm  | Norvegia      | 49.82 |                                          |
| 7       | 1      | Martin Kučera    | Slovacchia    | 49.82 |                                          |
| -       | 2      | Jack Green       | Gran Bretagna | dnf   |                                          |